# محمود يوسف فجال
محمود يوسف فجال (1358- 1437 هـ / 1939- 2015 م)، من كبار علماء النحو والصرف واللغة في العصر الحديث، باحث ومحقق سوري، وأستاذ جامعي، ومستشار لوزير الشؤون الإسلامية السعودي. ولد في حلب بسورية، وتوفي بالرياض في السعودية.

## ولادته وتحصيله
ولد محمود بن يوسف فجَّال في يوم الخميس 2 صفر 1358 هـ الموافق 23 مارس 1939 م، في حي قارلق بمدينة حلب في سورية، نشأ منذ نعومة أظفاره مُحِبًّا للعلم والعلماء، فأخذ العلم في مدينة حلب عن كثير من العلماء، من أبرزهم: الشيخ محمد النبهان، والشيخ عبد الرحمن زين العابدين، والشيخ حامد هلال، والشيخ عبد الله سراج الدين، والشيخ أسعد عبجي، والشيخ عبد الوهاب سكَّر، والشيخ سامي البصمجي. وفي مدينة دمشق عن الشيخ عبد الوهَّاب الحافظ الشهير بدبس وزيت، والشيخ إبراهيم اليعقوبي، والشيخ حسن حبنكة الميداني.
ثم سافر إلى مصر والتحقَ بكلية اللغة العربية بجامعة الأزهر، وحصل منها على الإجازة علام 1973م، ثم تابع دراسته العليا فحصل على الماجستير في النحو والصرف عام 1394هـ/ 1975م، عن دراسة كتاب (شرح قواعد الإعراب) لمحيي الدين محمد بن سليمان الكافِيَجي (ت 879 هـ) وتحقيقه. ثم على الدكتوراه بمرتبة الشرف الأولى من الكلية نفسها عام 1398هـ/ 1978م، عن دراسة كتاب (الكافي في شرح الهادي) لعزِّ الدين عبد الوهاب الزَّنْجَانيِّ (ت 656 هـ) وتحقيقه، كلتاهما بإشراف أ.د. محمد رفعت محمود فتح الله. ويبلغ كتاب الكافي 2400 صفحة، بسط فيه مؤلفه قواعدَ النحو والصرف، وتوسع في الاستشهاد بالقرآن والشعر والنثر. وانتفع في القاهرة بعلم شيخه محمد رفعت محمود فتح الله، والأستاذ عبد السلام محمد هارون، والأستاذ د. أحمد حسن كحيل، والأستاذ د. محمد طه الزيني.

## عمله ووظائفه
تصدَّر للتعليم في مقتبل عمره في مدينة حلب، في دار نهضة العلوم الشرعية (المدرسة الكلتاوية) أكثر من 9 سنين، بإشراف الشيخ محمد النَّبْهان، ودرَّس في الحلَقات العلمية، وكان خطيبًا في مساجد عِدَّة.
ثم بعد حصوله على الدكتوراه ارتحل إلى المملكة العربية السعودية فدرَّس في جامعة الإمام محمد بن سعود الإسلامية خمسةً وعشرين عامًا في مدينتي أبها والأحساء، النحوَ والصرف والعَروض، من عام 1398 إلى 1423هـ. وتولى رئاسة قسم النحو والصرف في الجامعة فرع أبها، من عام 1405 إلى 1410هـ. وشارك في مناقشة كثير من رسائل الماجستير والدكتوراه وتحكيم البحوث العلمية للترقية. ودرَّس في جامعة المعرفة العالمية بالشَّابِكَة. وقرأ عليه جَمٌّ غَفيرٌ من الطلابِ النحوَ والصرفَ والعَروضَ واللغةَ والقراءاتِ القرآنيةَ.
ثم عمل مستشارًا في المكتب العلمي لوزير الشؤون الإسلامية والأوقاف والدعوة والإرشاد في الرياض، صالح بن عبد العزيز آل الشيخ، من عام 1423هـ حتى وافته المنية في عام 1437هـ.
وحصلت الباحثة شيمة بنت زيدان الشمري على شهادة الماجستير من قسم اللغة العربية وآدابها في كلية اللغة العربية والدراسات الاجتماعية بجامعة القصيم، في تخصُّص الدراسات اللغوية، عن بحثها (محمود فجال وجهوده في الدراسات اللغوية) بإشراف عمار بن أمين الددو، ومناقشة رمضان خمیس عباس القسطاوي، وعلي بن عبد الله الراجحي، يوم الأحد 6 رجب 1441هـ.

## صفاته وأخلاقه
كان منقطعًا للعلم والتعليم والدَّرس والبحث، منشغلًا منهمكًا بها، كَتَبَ على باب غُرفته في المسجد أيام طلب العلم: (وقتي ثمينٌ ووقتُك)؛ لئلا يُضيِّعَ وقتَه أحدٌ في غير العلم. وَصَفَهُ شيخُه إبراهيم اليعقوبي بِوُفور العقل، وشدَّة الذكاء، والجِدّ في الطلب. وكان زاهدًا في متاع الدنيا، متواضعًا، ويتمثَّل بقول القائل:
يُحِبُّ العِلمَ والتعليمَ والبحث والتأليف، مع شغف كبير بالكتب ولا سيَّما الطبعات القديمة، وكان منزله في القاهرة كالجامعة يقصِدُه الباحثون في الدراسات العليا؛ للنهَل من علمه وحلِّ مشكلاتهم العلمية.ويحبُّ مجالسةَ أهل العلم والصالحين، ويترنم بالذكريات معهم، ويتمثل بقول القائل:
ليس له التفاتٌ إلى الدنيا ومتاعها وزينتها مهما آتاه الله منها، لا يُحبُّ التلفاز ولا يشاهده، ولم يُدخله في بيته؛ لما فيه من ضياع للوقت ومنكرات، وكان يعتني بصلاة قيام الليل، وصلاة الضُّحى، وصلاة النافلة التي بعد صلاة المغرب، ويقول: «طالبُ العلم لا يقطَعُ صلاتَي قيام الليل والضُّحى». وكان ملتزمًا بزِيِّه الثوب والعِمامة الحلبية في كلِّ مكان وزمان، منذ صغره، ولم يترك العِمامةَ قطُّ، ولم يلبَس غيرَها.
وهو طيِّبُ الفِعال، محمودُ الخِصال، يحرِصُ على توجيه النصح والإرشاد للصغار والكبار، بمحاسبة النفس حسابًا عسيرًا، وترك الغيبة والنميمة والكذب، والعناية بالعلم، والحفاظ على الوقت، وترك مُماراة الجهَّال والجدل معهم. ويعطف على الفقراء والضعفاء والمساكين والأيتام، ويوجِّه أبناءه وطلَّابه إلى عدم الاستهانة بأيِّ شخص، فقيرًا كان أو غنيًا، ضعيفًا كان أو قويًّا، فالاحترام للجميع من غير تفرقة بأي اعتبار. ويمتلك أسلوبًا لطيفًا في الإصلاح بين الناس، ويأمر بالعفو والمسامحة، فيحترمه الجميع.
وكان مُلهَمًا، ما قالَ كلمةً في كثير من الأمور إلا جاءت كفَلق الصُّبْح. وكان يُحبُّ أحفاده كثيرًا، فيلاعبهم وينصحهم ويدعو لهم، ويعلِّمهم الخطَّ والشعر والقرآن. وآخرُ ما كتبه في الفيس بوك كان تهنئةً لأحد طلبة العلم الذي حصل على درجة الدكتوراه، والدعاء له بأن يجعل اللهُ ذلك في طاعته وخدمة دينه ومجتمعه. وهذا من حِرصه على تشجيع طلبة العلم في مسيرتهم العلمية، وهكذا كان ديدنه في حياته.

## آثاره العلمية

### في التأليف
1. الصحيح والضعيف في اللغة العربية، طبع جامعة الإمام محمد بن سعود الإسلامية بالرياض، 1996م.
2. الحديث النبوي في النحو العربي، طبع مكتبة أضواء السلف عام 1997م، الرياض.
3. السير الحثيث إلى الاستشهاد بالحديث في النحو العرب، طبع مكتبة أضواء السلف عام 1997م، الرياض.
4. الإصباح في شرح الاقتراح، طبع دار القلم بدمشق، عام 1998م.
5. ارتكاز الفكر النحوي على الحديث والأثر في كتاب سيبويه، طبع الرياض، 2009م.
6. القلائد الذهبية في شرح الألفية، طبع دار الفكر بدمشق، عام 2012م.[8]

### في التحقيق
1. تخريج أحاديث الرضي في شرح الكافية، لعبد القادر بن عمر البغدادي، طبع نادي الشرقية الأدبي، 1995م.
2. فيض نشر الانشراح من روض طي الاقتراح، لمحمد بن الطيب الفاسي، طبع دار البحوث للدراسات الإسلامية وإحياء التراث بدبي، 2002م.
3. الاقتراح في أصول النحو وجدله، لعبد الرحمن بن أبي بكر السيوطي، طبع مكتبة الثقافة الدينية بالقاهرة، 2014م.[9]

### البحوث والدراسات
نشر الكثير من البحوث والدراسات في المجلات العلمية والمحكَّمة، من ذلك:
1. الحديث النبوي ينبوع فيَّاض للنحو العربي.
2. ضرائر النثر في النحو العربي، نشر في مجلة العرب، جزء 5، 6، السنة 22، ذوا القعدة والحجة، 1407هـ.
3. قضايا نحوية حول التناسب في الفاضلة القرآنية.
4. الضرائر الشعرية والنثرية في النحو العربي، نشر في مجلة العرب، جزء 3، 4، السنة 23، رمضان وشوال، 1408هـ.
5. في التراث الإسلامي العربي وقيمته الحضارية.
6. الاحتجاج في العربية: المحتج بهم – زمان الاحتجاج، نشر في مجلة العرب، جزء 5، 6، السنة 22، ذوا القعدة والحجة، 1408هـ.
7. توجيهات نحوية للحديث النبوي: لا تدخلوا الجنة حتى تؤمنوا، نشر في مجلة العرب، جزء 1، 2، السنة 24، رجب وشعبان، 1409هـ.
8. النحو العربي: ادعاء صعوبته – طريق معرفته، نشر في مجلة العرب، جزء 5، 6، السنة 24، ذوا القعدة والحجة، 1409هـ.
9. نظرات نحوية في لغة طيِّئ، نشر في مجلة العرب، جزء 3، 4، السنة 24، شوال، 1409هـ.
10. الزنجاني: حياته ومؤلفاته.
11. الكافيجي: حياته ومؤلفاته.
12. ابن كمال باشا: حياته ومؤلفاته.
13. عبد القادر البغدادي: حياته ومؤلفاته.
14. أولاً وسلاسلاً عربيتان فصيحتان محكيتان.
15. مواضع استعمال حروف الجر مع الفعل (أرسل).
16. شيوع الألفاظ والتراكيب الأعجمية وأثره في اللغة العربية.
17. تحقيق رسالة في إعراب حديث: «كأنك بالدنيا لم تكن وبالآخرة لم تزل لابن هشام».
18. تحقيق رسالة في (نسبة الجمع لابن كمال باشا).
19. تحقيق رسالة الإذن إلى توجيه «لاها الله إذن» للسيوطي.

## خطه
كان الشيخ رحمه الله خطاطًا منذ صغره، فكان يجيد الخط الفارسي والديواني والثلث والرقعي والنسخ، وهذه نماذجُ من خطه:

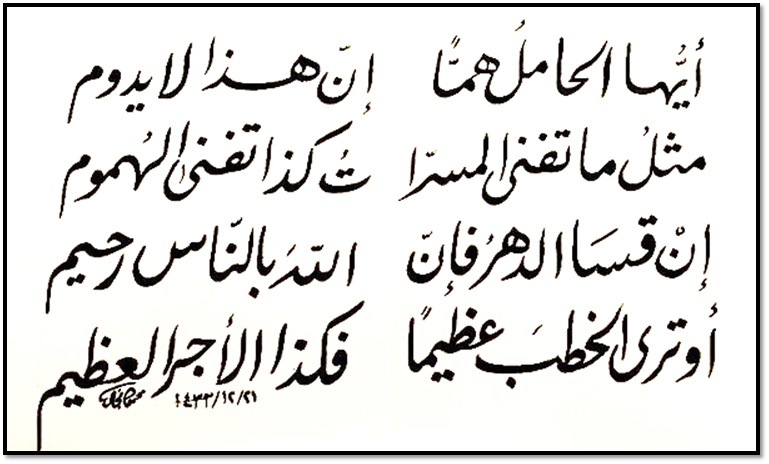
نموذج من الخط الفارسي للأستاذ الدكتور محمود فجال

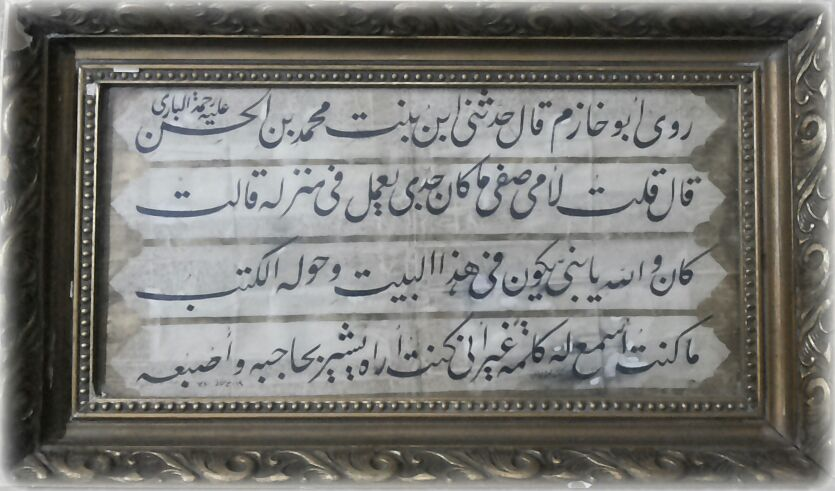
نموذج من الخط الفارسي للأستاذ الدكتور محمود فجال

## وفاته
قضى ليلةَ وفاته مع أبنائه يقرأ سورة تبارك، ثم استيقظ قبيل الفجر يصلِّي القيام ويقرأ القرآن، ثم صلَّى الفجر واستمرَّ في قراءة القرآن، ثم جلس في مكتبه يصحِّح تجرِبةَ الطباعة لكتابه (الكافي في شرح الهادي) للزَّنْجاني، ووصل في التصحيح إلى الآيات الآتية: {وترى الجبالَ تحسَبُها جامدةً وهي تمرُّ مرَّ السَّحاب}، و{وَعْدَ الله حقًّا}، و{إنَّ الذين آمنوا وعملوا الصَّالحاتِ لهم جنَّاتُ النعيم خالدينَ فيها}، و{فأقِم وجهَكَ للدِّين حَنيفًا}، ثم نادى المُنادي إلى صلاة الظهر، فقام من مكتبه ووصل إلى المجلس فجلس على كرسيِّه في موضع صلاته، وفي ثوانٍ خرجت الروحُ الطاهرة مُلَبِّيَةً نداء ربِّها.
وكانت وفاتُه ظهرَ يوم الخميس 13 ربيع الأول 1437 هـ الموافق 24 ديسمبر 2015 م، وصُلِّي عليه في جامع الراجحي بمدينة الرياض، ووُرِيَ جُثمانُهُ الثَّرى في مقبرة النسيم.
وقد استقبل وزيرُ الشؤون الإسلامية الشيخ صالح بن عبد العزيز آل الشيخ، في مكتبه في الوِزارة بالرياض، أبناءَ الشيخ محمود بن يوسف فجال، يتقدَّمهم ابنه الأكبر د. محمد بن محمود فجال، مقدِّمًا تعازيَه ومواساته لهم، مشيدًا بالجهود الكبيرة للفقيد في العمل الدعوي والبحث العلمي، وما خلَّفه من آثار وإنجازات، ولا سيَّما جهوده في خدمة الوِزارة في إبَّان عمله مستشارًا لمعالي الوزير في المكتب العلمي.

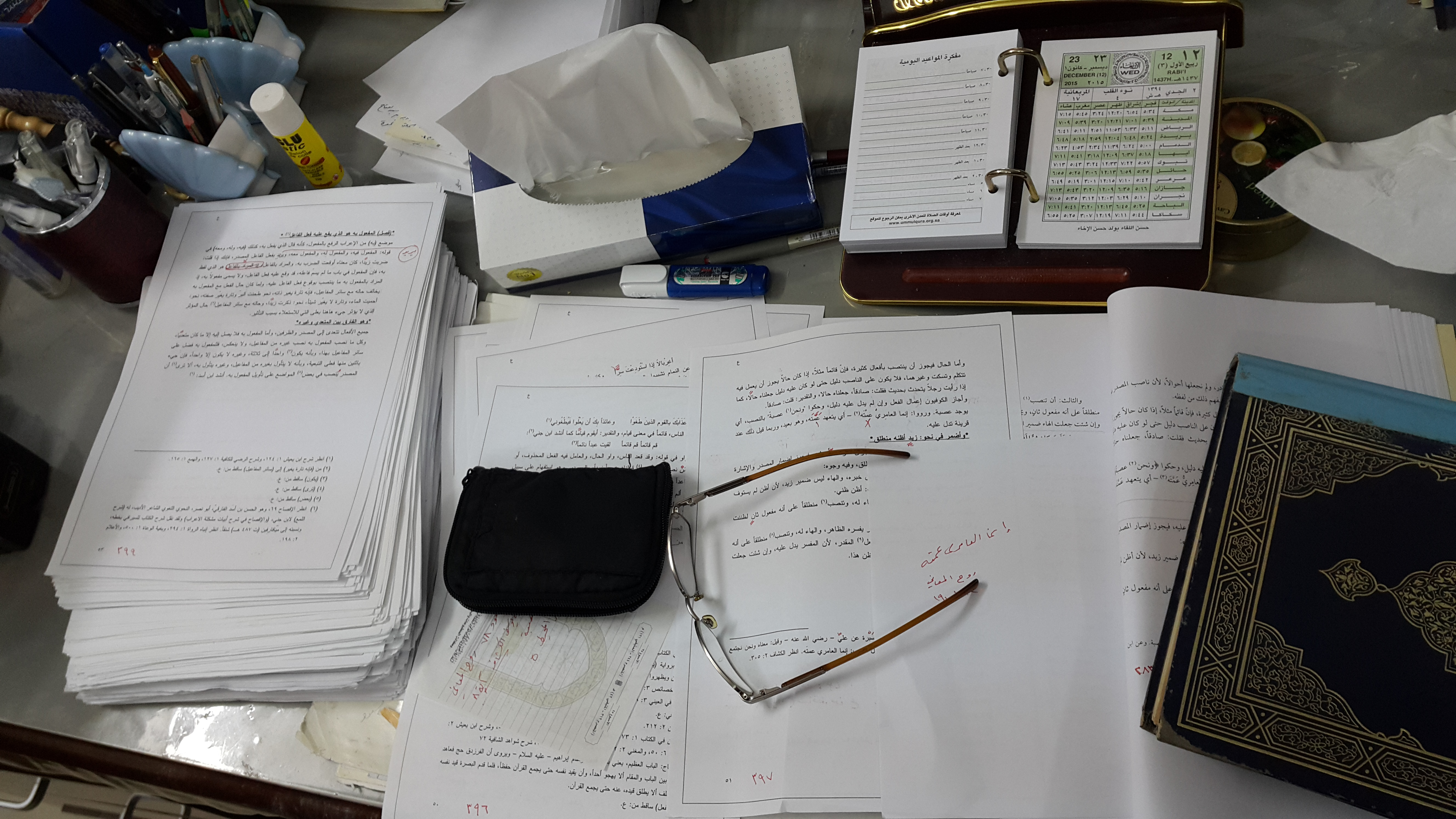
مكتب الأستاذ الدكتور محمود بن يوسف فجال قبل وفاته بدقائق

## وصلات خارجية
- أرشيف الشارخ للمجلات الأدبية والثقافية العربية
- القلائد الذهبية في قواعد الألفية - تأليف محمود فجال، برنامج الخزانة، تقديم د. عبد الله البَطاطي
- الاستشهاد عند النحاة للأستاذ الدكتور محمود فجال